# Luis Miguel Encabo
Luis Miguel Encabo Fierre, né le 21 juin 1975 à Madrid (Espagne), est un matador espagnol.

## Présentation

### Carrière
- Débuts en novillada avec picadors : Lorca (Région de Murcie, Espagne) le 1er mai 1994 aux côtés de « Morita » et José Ignacio Uceda Leal. Novillos de la ganadería de Gutiérrez Lorenzo.
- Présentation à Madrid : 24 mai 1994, aux côtés de Juan Carlos García et Javier Conde. Novillos de la ganadería de Buenavista.
- Alternative : Madrid, le 20 mai 1996. Parrain, « Joselito » ; témoin, « El Tato ». Taureaux de la ganadería de Victoriano del Río.